# Voglio andare a vivere in campagna
A Voglio andare a vivere in campagna Toto Cutugno 1995-ös stúdióalbuma. A címadó dal népszerű sláger lett.

## Dalok
Minden dalt Toto Cutugno írt, kivétel azokat, ahol a szerzők jelölve vannak.
1. Voglio andare a vivere in campagna
2. Voglio una donna (Sanarico/Farina/Cutugno)
3. Amanti (Damiani/Cutugno)
4. Adulele (Bella/Cutugno)
5. La favola di Debby
6. A... Rio
7. Io e te
8. Se mi ami
9. Dove di porta il cuore
10. E se questo non è amore
11. L'esercito degli angeli
12. Medley - Introduzioni

## Közreműködött
- Toto Cutugno - ének
- Aldo De Scalzi - akusztikus és elektromos gitár
- Angelo Deligio - programok
- Gabriele Fersini - elektromos gitár
- Livio Gianola - klasszikus gitár
- Massimo Zagonari - szaxofon
- és még sok más vokalista